# Георгієв Сергій
Сергій Георгієв (рум. Serghei Gheorghiev, нар. 20 жовтня 1991, Кірсова) — молдовський футболіст, півзахисник клубу «Шериф».

## Клубна кар'єра
У дорослому футболі дебютував 2008 року виступами за команду клубу «Шериф», кольори якої захищає й донині.

## Виступи за збірні
Залучався до складу молодіжної збірної Молдови. На молодіжному рівні зіграв у 5 офіційних матчах, забив 1 гол.
2011 року дебютував в офіційних матчах у складі національної збірної Молдови. Наразі провів у формі головної команди країни 1 матч.

## Досягнення
- Чемпіон Молдови (4) :

«Шериф»: 2008-09, 2009-10, 2011-12, 2012-13.
- Володар Кубка Молдови (2) :

«Шериф»: 2008-09, 2009-10.
- Володар Суперкубка Молдови (1):

«Шериф»: 2014.
- Володар Кубка Співдружності (1):

«Шериф»: 2009.